# San Martino del Carso
San Martino del Carso is een plaats (frazione) in de Italiaanse gemeente Sagrado.